# زين فورو
زين فورو (بالإنجليزية: XenForo)‏ هي حزمة برامج منتدى إنترنت تجاري مكتوبة بلغة برمجة بي إتش بي. تم تطوير البرنامج من قبل المطورين الرئيسيين السابقين في في بوليتين وغيره. تم إصدار أول إصدار تجريبي في أكتوبر 2010، والإصدار المستقر في 8 مارس 2011.

## أسعار الرخصات
- في حال شراء من (1 إلى 2) نسخة ستكون سعر النسخة المرخصة هو 130 دولار.
- في حال شراء من (3 إلى 5) نسخ ستكون سعر النسخة المرخصة هو 130 دولار.
- في حال شراء من (6 إلى 10) نسخ ستكون سعر النسخة المرخصة هو 120 دولار.
- في حال شراء أكثر من 11 نسخة ستكون سعر النسخة المرخصة هو 110 دولار.[4]